# Лысиха
Лысиха — деревня в составе Шангского сельского поселения Шарьинского района Костромской области России.

## География
Расположена на берегу реки Ветлуга.

## История
Согласно Спискам населенных мест Российской империи в 1872 году деревня относилась к 3 стану Ветлужского уезда Костромской губернии. В ней числилось 12 дворов, проживало 58 мужчин и 48 женщин.
Согласно переписи населения 1897 года в деревне проживало 187 человек (77 мужчин и 110 женщин).
Согласно Списку населенных мест Костромской губернии в 1907 году деревня относилась к Шангско-Городищенской волости Ветлужского уезда Костромской губернии. По сведениям волостного правления за 1907 год в деревне числилось 35 крестьянских дворов и 219 жителей. Основными занятиями жителей деревни был лесной и рогожный промыслы.

## Население
| 2008 | 2010 | 2014 |
| ---- | ---- | ---- |
| 2    | ↘0   | ↗1   |